# Oksana Kostina
Oksana Aleksandrovna Kostina (in russo Оксана Александровна Костина?; Irkutsk, 15 aprile 1972 – Mosca, 11 febbraio 1993) è stata una ginnasta sovietica e successivamente russa.
Da ricordare il cerchio del 1989, l'elegante palla del 1989, la palla blues del 1992 e la sua fune jazzata che includeva la famosa combinazione di tre enjambée consecutivi destra, sinistra, destra.

## Biografia
Oksana Kostina nasce a Irkutsk, in Siberia.
Gareggia prima per l'Unione Sovietica e più tardi per la Squadra Unificata e la Russia, guadagnando una collezione di 14 medaglie tra mondiali ed europei, 9 delle quali d'oro, nella sua tragicamente corta carriera.
Nel 1989 Oksana debutta con un 5º posto nella finale della gara preliminare dei campionati mondiali dello stesso anno.
Manca la finale dopo una perdita nella conclusione del suo esercizio al nastro, ma cementò il suo status con un paio di medaglie d'argento: una per la gara a squadre, e l'altra per uno esercizio alla palla.
Nel 1990 ottenne un'importante serie di medaglie ai prestigiosi Goodwill Games e alle gare di Master.
Al Campionato mondiale del 1991, Oksana manca nuovamente la finale a causa di un 4º posto ottenuto alle eliminatorie. Come negli anni precedenti, sarebbe rimasta dietro nella vetrina internazionale a favore delle più famose connazionali Oleksandra Tymošenko e Oksana Skaldina. Ma un inizio fantastico del 1992 le assicura il biglietto per le olimpiadi di Barcellona: si piazza al 3º posto ai Campionati Europei, giusto dietro alla Tymošenko e sopra la Skaldina, e vince il Campionato Nazionale CIS. Quando vengono annunciati i nomi del gruppo olimpico, una devastata Oksana scoprì che ancora una volta era la ginnasta esclusa.
Kostina e la sua allenatrice, Ol'ga Bujanova, partono definitivamente per Barcellona. Kostina si allena con il gruppo inglese per un periodo, prima che la federazione Russa le ordinasse di tornare a casa.
Quando ebbero fine le controversie dell'Olimpiade del 1992, Oksana Kostina emerse come l'indiscussa regina della ritmica. Una rara collezione di tutti e cinque i primi posti ai Campionati del mondo del 1992 mise definitivamente in luce il talento della Kostina. Questo record viene mantenuto per 17 anni, finché la nuova promessa russa Evgenija Kanaeva vince tutte le 6 medaglie ai mondiali di ginnastica ritmica in Giappone, il 14 settembre 2009.
L'11 febbraio 1993, giusto tre mesi dopo la sua vittoria, vi fu la tragedia.
Oksana viaggiava insieme al fidanzato Ėduard Zenovka, che stava guidando ubriaco, e fu coinvolta in un tremendo incidente. Trasportati d'urgenza entrambi all'ospedale, la Kostina morì qualche ora più tardi per lesioni interne.
Zenovka, medaglia di bronzo alle olimpiadi del 1992 per il pentathlon moderno, fu gravemente ferito, ma si riprese e vinse la medaglia d'argento nel pentathlon delle Olimpiadi successive.
In sua memoria, dal 1994 al 2008, si è svolto a Irkutsk un torneo internazionale di ginnastica ritmica a cui hanno partecipato anche atlete quali Julija Barsukova, Irina Viktorovna Čaščina, Lajsan Utjaševa e Zarina Gizikova.